# Catherine O'Donnell
Ne doit pas être confondu avec Cathy O'Donnell.
Pour les articles homonymes, voir O'Donnell.
Pas d'image ? Cliquez ici

a Compétitions nationales et continentales officielles uniquement.

b Matchs officiels uniquement.
Catherine O'Donnell, née le 13 juin 1996 à Carlisle (Angleterre), est une joueuse internationale anglaise de rugby à XV évoluant aux postes de deuxième ligne ou de troisième ligne centre. Elle joue au Loughborough Lightning.

## Biographie
Cath O'Donnell naît le 13 juin 1996. Elle pratique d'abord le rugby à XIII au Maryport ARLFC. Elle joue ensuite dans les rangs de l'université de Liverpool puis du club de Firwood Waterloo (en).
En 2017, elle rejoint le Loughborough Lightning et connait sa première sélection avec les Red Roses au mois de novembre contre le Canada.
En 2019, elle fait partie des joueuses sous contrat avec la RFU. Elle traverse une période difficile due à une coalition tarsienne qui provoque des micro-fractures dans son tibia, ce qui lui fait notamment rater le Six Nations 2020.
En début d'année 2022, elle subit une lourde blessure à la cheville au cours d'un entrainement. Elle ne joue plus de l'année mais parvient à se remettre à temps et elle est retenue en septembre 2022 pour disputer la Coupe du monde en Nouvelle-Zélande.
À l'automne suivant, elle est fait partie des trente joueuses qui partent dans cette même île participer au WXV 2023 et qu'elles remportent.

## Palmarès
- Vainqueur du Tournoi des Six Nations en 2019, 2021 et 2023.
- Vainqueur du WXV en 2023.